# Ariadna papuana
Espèce
Ariadna papuana est une espèce d'araignées aranéomorphes de la famille des Segestriidae.

## Distribution
Cette espèce est endémique de Nouvelle-Guinée.

## Étymologie
Son nom d'espèce lui a été donné en référence au lieu de sa découverte, la Papouasie.

## Publication originale
- Kulczyński, 1911 : Spinnen aus Sud-Neu-Guinea. Nova Guinea. Résultats de l'expédition scientifique néerlandaise à la Nouvelle-Guinée en 1903 sous les auspices d'Arthur Wichmann, Leiden, vol. 3, Zoologie, no 4, p. 423-518.